# ملکه حاکم
ملکهٔ حاکم یا فرمانروا (به انگلیسی: Queen regnant) عنوانی سلطنتی است و در جایگاه پادشاهِ زن به‌کار می‌رود. ملکهٔ حاکم به ملکه‌ای گفته می‌شود که به تنهایی پادشاهی را به ارث ببرد و به‌صورت مستقل به یک کشور، پادشاهی کند.

## تاریخچه
ملکه‌های قدرتمند دنیا نقش برجسته‌ای در تاریخ جهان داشتند. 
در مصر باستان تنها زنی که به مقام فرعون رسید، ملکه حتشپسوت، پنجمین فرعون مصر بود که ۳۵۰۰ سال پیش به این عنوان دست‌یافت و ۲۲ سال حکومت کرد. به دلیل رونق بازرگانی و معماری، دورهٔ حکومت او را عصر طلایی مصر می‌نامند. کلوپاترا، آخرین ملکهٔ مصر بود و ۲۱ سال بر مصر حکومت کرد، او زنی یونانی‌تبار بود که همچنان برای سواد، کاریزما و زیبایی که داشت شناخته می‌شود. 
در ایران باستان و شاهنشاهی ساسانی دو شهبانوی ساسانی، بوران و آزرم‌دخت به مقام شاهنشاه که در دورهٔ ساسانی برای ملکه، بانبشنان بانبشن نام داشت رسیدند و هرکدام نزدیک به یک سال حکومت کردند.
ایزابلا یکم ملکهٔ کاستیا و لئون و نخستین ملکهٔ اسپانیای واحد سلطنتی بود که با حمایت کشتی کریستف کلمپ منجر به کشف قاره آمریکا شد. 

## فهرست ملکه‌های حاکم
- پوران‌دُخت و آذرمی‌دُخت در ایران باستان
- کلئوپاترا آخرین ملکهٔ مصر باستان
- الیزابت یکم انگلستان
- ملکه ویکتوریا و الیزابت دوم از بریتانیا
- کاترین کبیر تزاریس روسیه
- ماریا ترزا امپراتُریس روم از اتریش
- وو زتیان تنها امپراتریس چین
- ملکه سئوندئوک از شیلا ملکهٔ کره‌ای